# Balun (Cepu)
Balun is een bestuurslaag in het regentschap Blora van de provincie Midden-Java, Indonesië. Balun telt 12.833 inwoners (volkstelling 2010).